# Amblyonychus ovatus
Amblyonychus ovatus là một loài ruồi trong họ Asilidae. Amblyonychus ovatus được Martin miêu tả năm 1867.